# Joseph Rusling Meeker
Pour les articles homonymes, voir Meeker.
Joseph Rusling Meeker, né le 21 août 1827 à Newark dans le New Jersey et mort le 27 septembre 1889 à Saint-Louis dans le Missouri, est un peintre paysagiste américain, principalement connu pour ses œuvres représentant les bayous de Louisiane.

## Biographie
Né à Newark, il grandit à Auburn dans l'État de New York. De 1845 à 1848, il étudie à l'Académie américaine de design, dirigée à l'époque par Asher Brown Durand ce qui lui permet de découvrir le mouvement artistique de l'Hudson River School. En 1852, il s'installe Louisville dans le Kentucky puis, sept ans plus tard, à Saint-Louis dans le Missouri. Il y connaît un vif succès, vite interrompu toutefois par la Guerre de Sécession. Durant le conflit, il sert comme officier dans une canonnière naviguant le long du fleuve Mississippi. Après la guerre, il retourne à Saint-Louis et ouvre un atelier.

## Œuvres

### Galerie

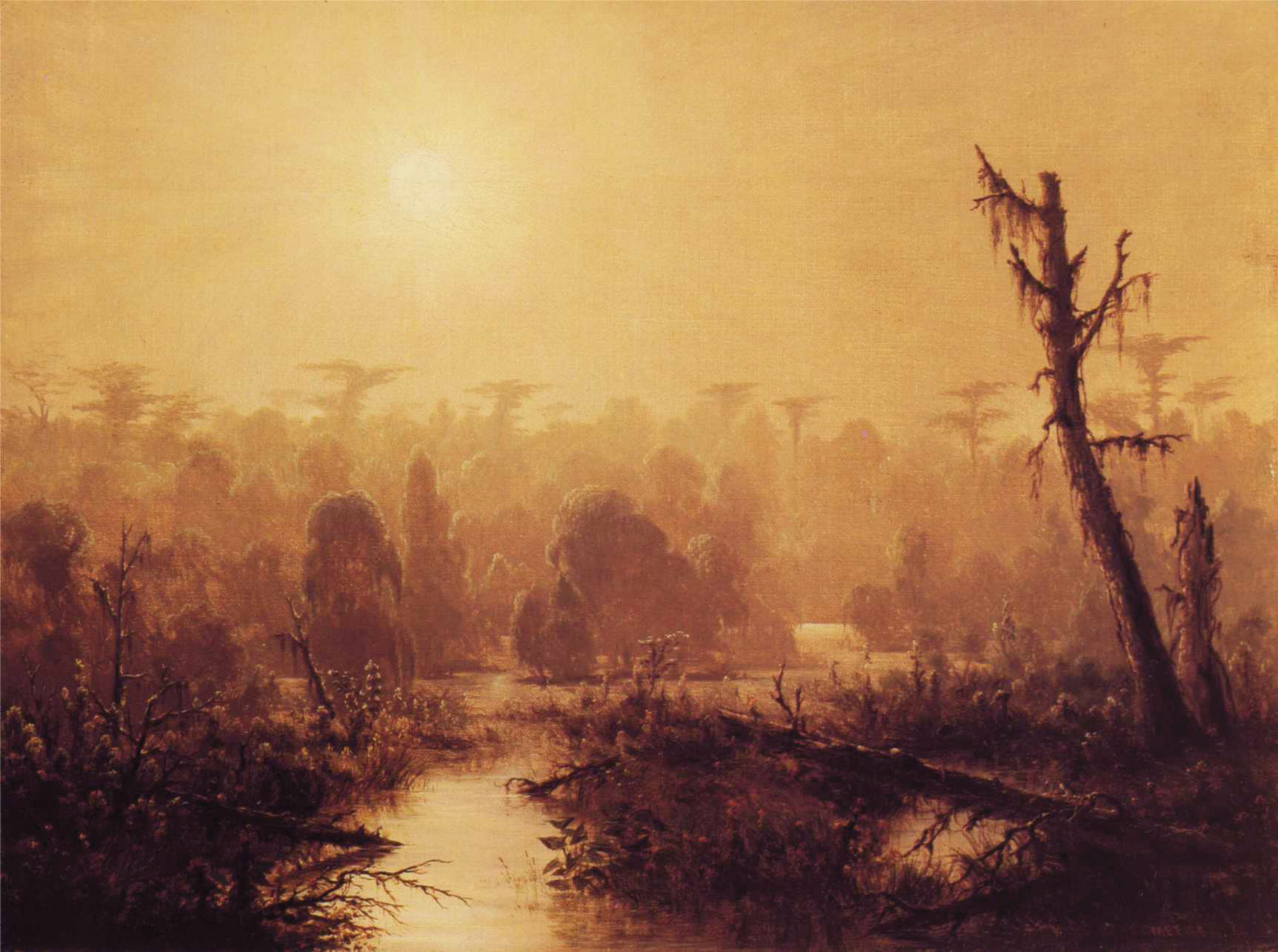
Louisiana Bayou (1866)
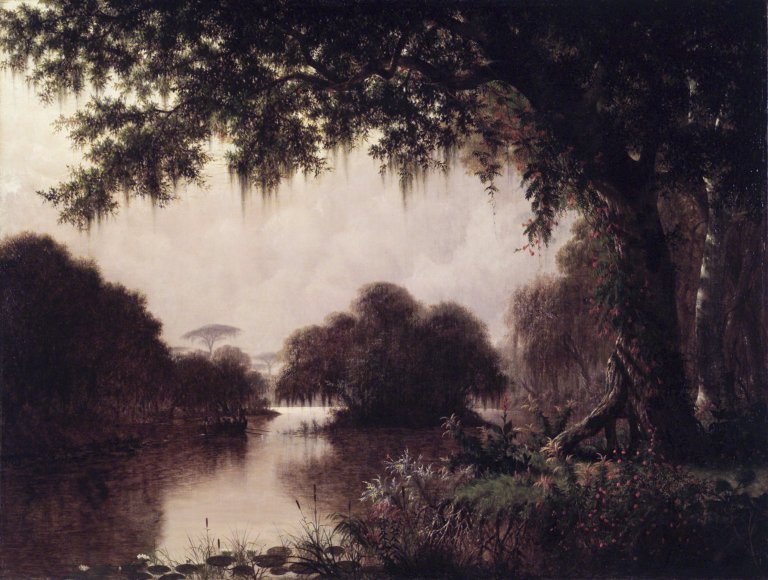
The Acadians in the Achafalaya (v. 1871)
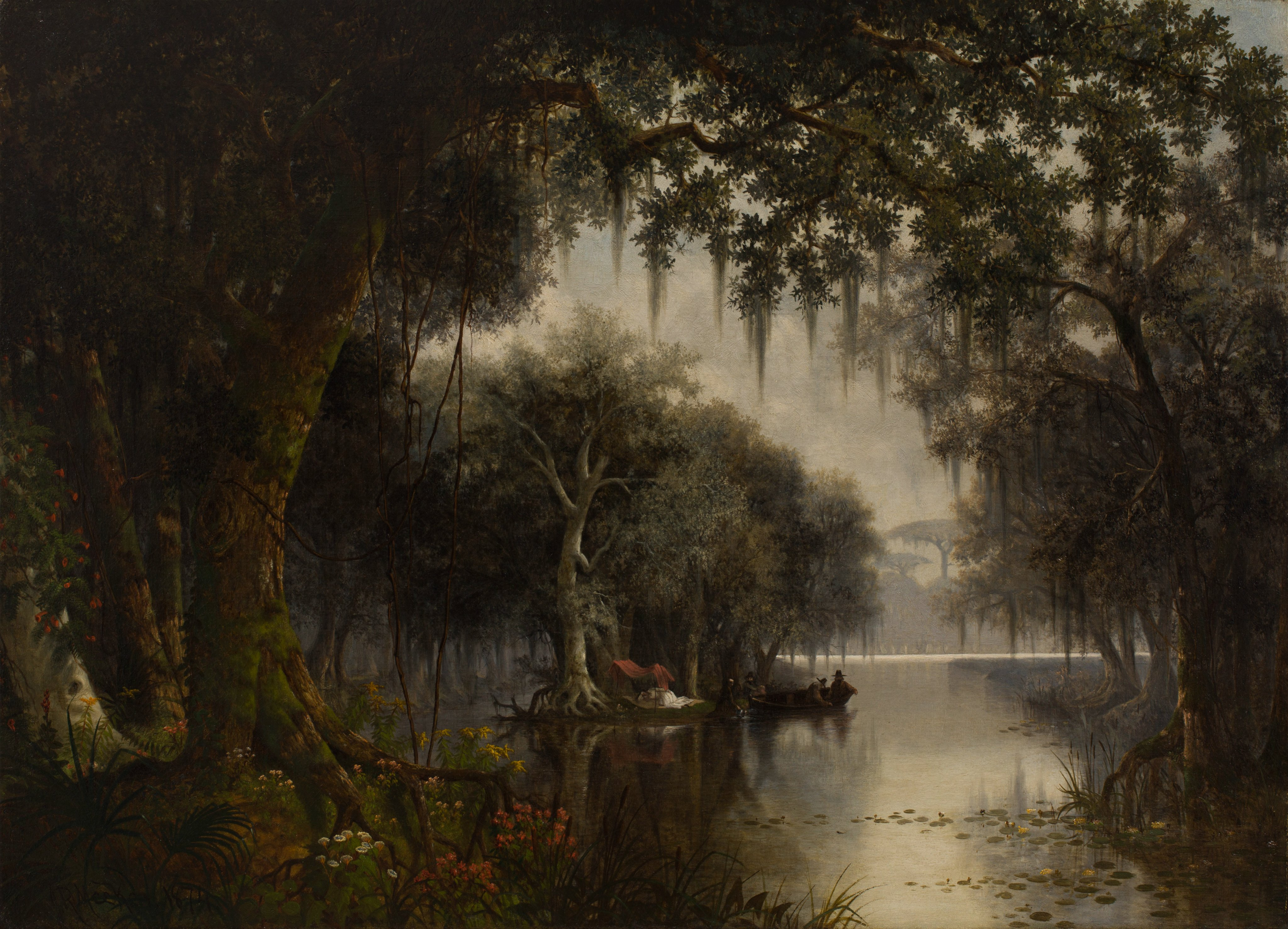
The Land of Evangeline (1874)
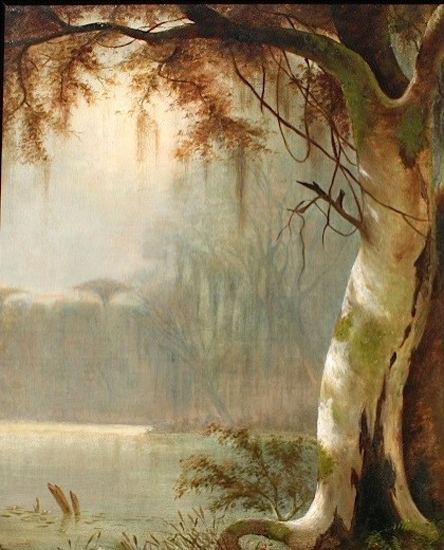
Lake Maurepas Bayou (1880)
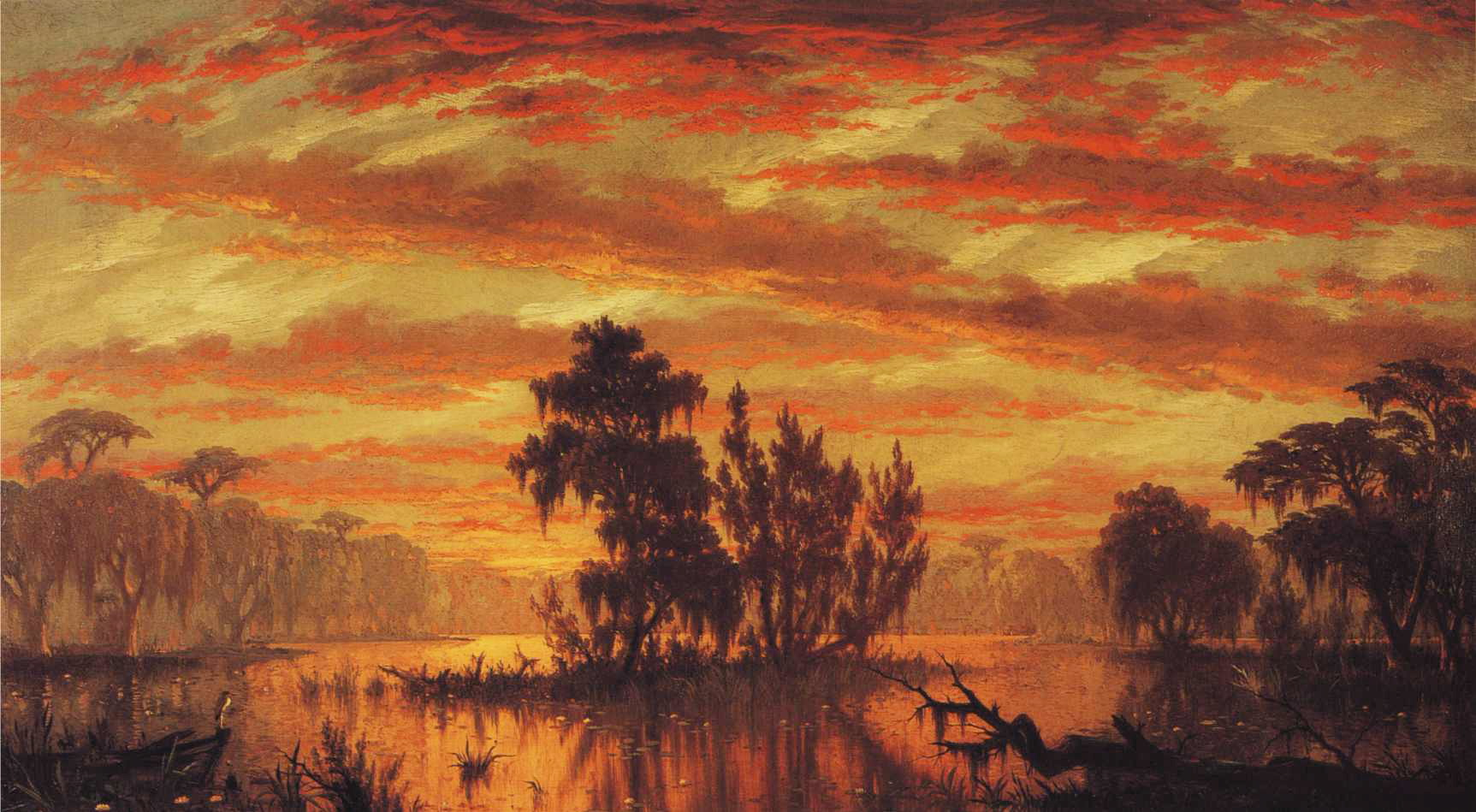
Bayou Plaquemines (1881)
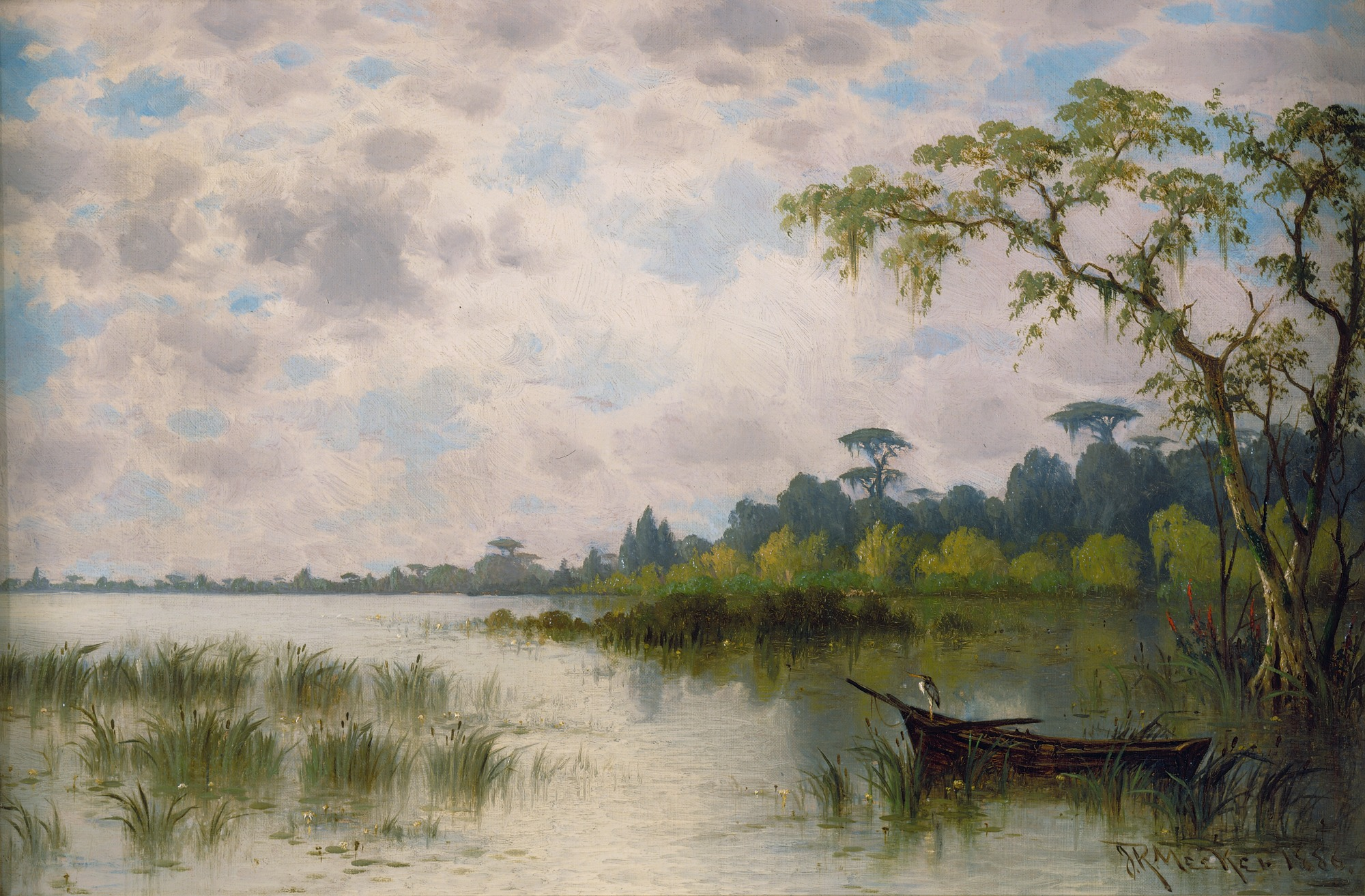
Bayou Landscape (1886)